# Дорохта
Дорохта — деревня в Бирилюсском районе Красноярского края России. Входит в состав Арефьевского сельсовета.
До 1989 года деревня входила в состав Бирилюсского сельсовета.

## География
Находится к востоку от реки Чулым, вблизи озёр Старица и Дорохта, примерно в 20 км к северо-северо-западу (NNW) от районного центра, села Новобирилюссы.

## История
В 1976 г. Указом Президиума ВС РСФСР деревня базы «Заготскот» переименована в Дорохту.

## Население
| 2010 |
| ---- |
| 46   |

Гендерный состав
По данным Всероссийской переписи населения 2010 года 25 мужчин и 21 женщина из 46 чел.

## Улицы
Уличная сеть деревни состоит из 4 улиц.